# 7633 Volodymyr
7633 Volodymyr eller 1982 UD7 är en asteroid i huvudbältet som upptäcktes den 21 oktober 1982 av den rysk-sovjetiska astronomen Ljudmila Karatjkina vid Krims astrofysiska observatorium på Krim. Den är uppkallad efter den ukrainske astronomen Volodymyr Telnjuk-Adamtjuk.
Asteroiden har en diameter på ungefär fem kilometer och tillhör asteroidgruppen Innes.